# Auquemesnil
Auquemesnil est une ancienne commune française située dans le département de la Seine-Maritime, en région Normandie.
Dans le cadre de la fusion le 1er janvier 2016 des 18 communes qui constituaient la communauté de communes du Petit Caux pour former la commune nouvelle du Petit-Caux, Auquemesnil devient à cette date une de ses communes déléguées.

## Géographie

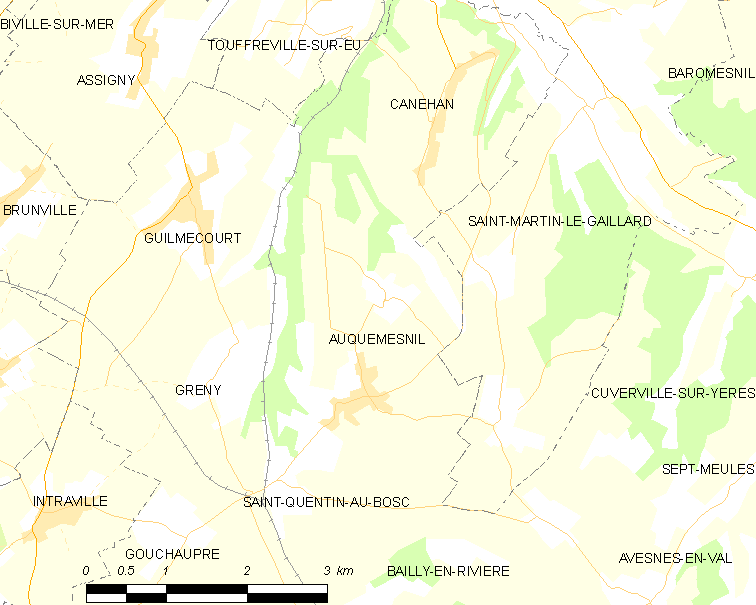
Carte de la commune.

La commune est située dans l'ancien canton d'Envermeu, au sein du Petit Caux.

## Toponymie
Le nom de la localité est attesté sous les formes In Acunmaisnil vers 1119; Hospites de Acunmaisnil en 1139; Apud Acum Maisnil au début XIIe siècle (Kermaingant p. 16); In Accummaisnilo en 1145 (Kermaingant p. 32); In Aconmaisnille en 1151 (Kermaingant p. 47); Apud Accun Maisnil en 1185 (Kermaingant p. 78); Apud Acerumaisnil entre 1181 et 1189; Ecclesia de Acoumaisnillo vers 1240; Vautier d'Acomesnil en 1272 (Legris, Livre rouge d'Eu 22); Auconmesnil (variante Antoumesnil) en 1337; La paroisse de Dauconmesnil en 1403; Fief d'Auquemesnil en 1405, en 1406, en 1484 et en 1493; Aucoumesnil en 1401; Auconmesnil en 1413; Seigneurie d'Aucquemesnil en 1425; Auquemesnil en 1425 et en 1431 (Longnon 45, 83); Aucquemesnil en 1500 et 1501; Augmesnil en 1500 et 1501, en 1505 et 1506; Ecclesie Sancti Laurencii de Ocquemesnil en 1542 et 1543; Aucquemesnil en 1493 et entre 1523 et 1553; Fief d'Augmesnil en 1605 et en 1780; Acquemesnil en 1648; Augmesnil en 1704; Auquemesnil en 1715 (Frémont); Auquemesnil en 1738 (Pouillés); Aucmenil en 1740 (Duplessis I, 296); Auquemesnil en 1757 (Cassini); Augmesnil ou Auguemesnil en 1788; Auquemesnil en 1953.
Mesnil est un élément de toponymie très usité dans la France septentrionale et en Belgique, mesnil désignait jusqu'à l'Ancien Régime un domaine rural.
 
À partir du gallo-roman MASIONILE forme altérée du bas latin mansionile (diminutif du latin mansio « gîte-relais situé le long d’une voie romaine »), la langue d'oïl à produit maisnil.

## Politique et administration

### Intercommunalité
La commune était membre de la communauté de communes du Petit Caux. Celle-ci s'est transformée le 1er janvier 2016 en commune nouvelle sous le nom du Petit-Caux et les 18 communes qui constituaient l'intercommunalité deviennent des communes déléguées, reprenant le nom et les limites territoriales des anciennes communes.
Le projet de schéma départemental de coopération intercommunale présenté par le préfet de Seine-Maritime le 2 octobre 2015 dans le cadre de l'approfondissement de la coopération intercommunale prévu par la Loi portant nouvelle organisation territoriale de la République (Loi NOTRe) du 7 août 2015 prévoit la fusion de la communauté de communes des Monts et Vallées (12 338 habitants), de cette commune nouvelle du Petit-Caux (9 042 habitants), et  Avesnes-en-Val, commune jusqu'alors membre de la communauté de communes de Londinières (264 habitants).

### Liste des maires
| Période                                  | Période                  | Identité           | Étiquette | Qualité                                                                                            |
| ---------------------------------------- | ------------------------ | ------------------ | --------- | -------------------------------------------------------------------------------------------------- |
| Les données manquantes sont à compléter. |                          |                    |           | |
| 1832                                     | 1866/                    | Alexandre Defrance |           | |
| 1936                                     |                          | Ernest Menillet    |           | |
| Les données manquantes sont à compléter. |                          |                    |           | |
| mars 2001                                | En cours (au avril 2014) | Michel Ménival     | DVD       | Agriculteur Réélu pour le mandat 2014-2020 Devient maire délégué d'Auquemesnil le 1er janvier 2016 |

## Démographie
L'évolution du nombre d'habitants est connue à travers les recensements de la population effectués dans la commune depuis 1793. À partir du 1er janvier 2009, les populations légales des communes sont publiées annuellement dans le cadre d'un recensement qui repose désormais sur une collecte d'information annuelle, concernant successivement tous les territoires communaux au cours d'une période de cinq ans. 
Pour les communes de moins de 10 000 habitants, une enquête de recensement portant sur toute la population est réalisée tous les cinq ans, les populations légales des années intermédiaires étant quant à elles estimées par interpolation ou extrapolation. Pour la commune, le premier recensement exhaustif entrant dans le cadre du nouveau dispositif a été réalisé en 2006,.
En 2013, la commune comptait 278 habitants, en évolution de −7,95 % par rapport à 2008 (Seine-Maritime : +0,48 %, France hors Mayotte : +2,49 %).
| 1793 | 1800 | 1806 | 1821 | 1831 | 1836 | 1841 | 1846 | 1851 |
| ---- | ---- | ---- | ---- | ---- | ---- | ---- | ---- | ---- |
| 312  | 330  | 335  | 303  | 323  | 300  | 320  | 313  | 360  |

| 1856 | 1861 | 1866 | 1872 | 1876 | 1881 | 1886 | 1891 | 1896 |
| ---- | ---- | ---- | ---- | ---- | ---- | ---- | ---- | ---- |
| 351  | 369  | 364  | 357  | 334  | 324  | 329  | 295  | 291  |

| 1901 | 1906 | 1911 | 1921 | 1926 | 1931 | 1936 | 1946 | 1954 |
| ---- | ---- | ---- | ---- | ---- | ---- | ---- | ---- | ---- |
| 249  | 272  | 256  | 233  | 240  | 235  | 257  | 288  | 288  |

| 1962 | 1968 | 1975 | 1982 | 1990 | 1999 | 2006 | 2011 | 2013 |
| ---- | ---- | ---- | ---- | ---- | ---- | ---- | ---- | ---- |
| 289  | 288  | 259  | 241  | 239  | 245  | 293  | 276  | 278  |

## Culture locale et patrimoine

### Lieux et monuments
Église Saint-Laurent. Dans cet édifice, l'alliance du silex taillé, de la brique et de la pierre différencie la nef du chœur, essentiellement en pierre.

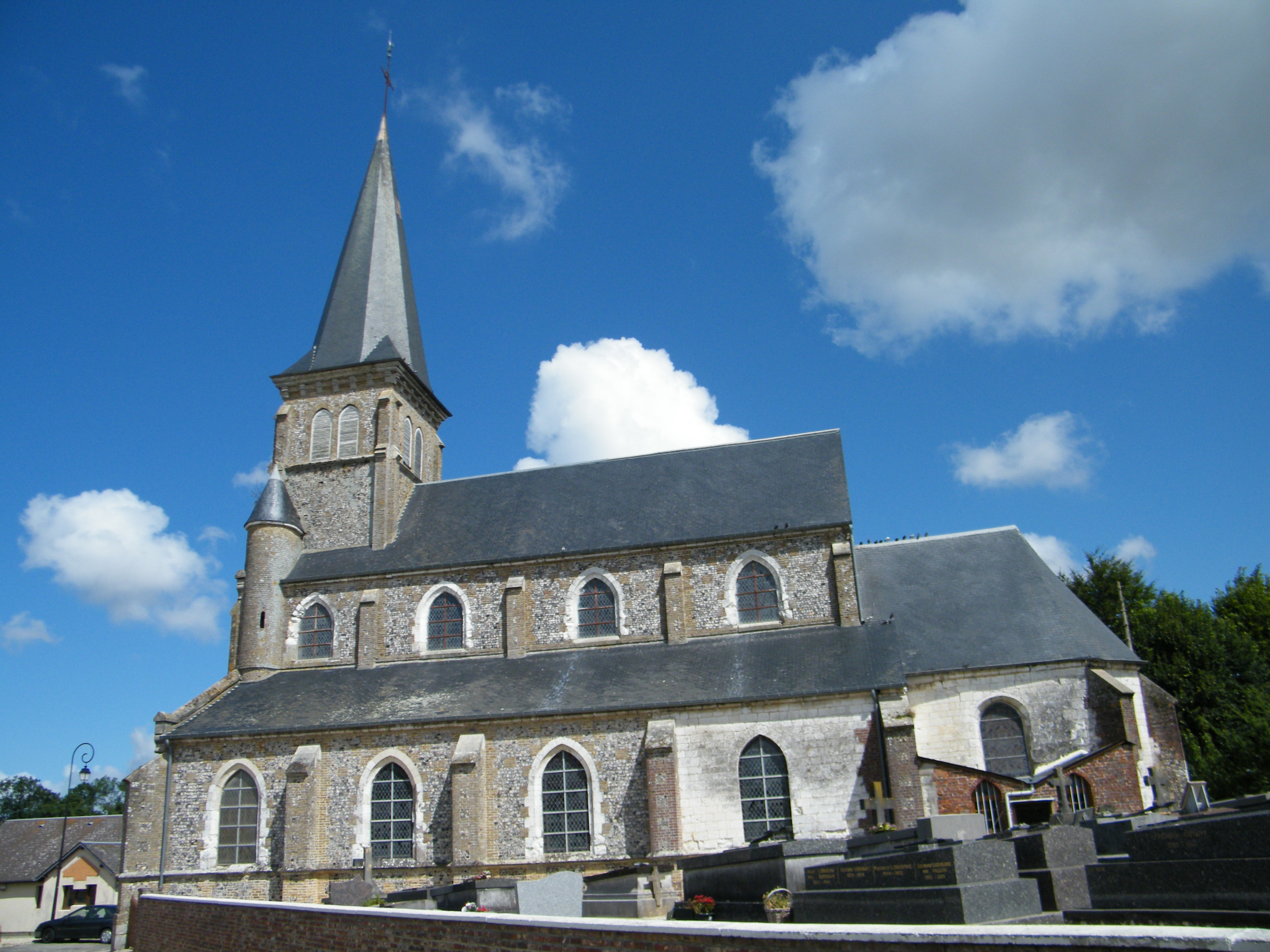
Saint-Laurent.
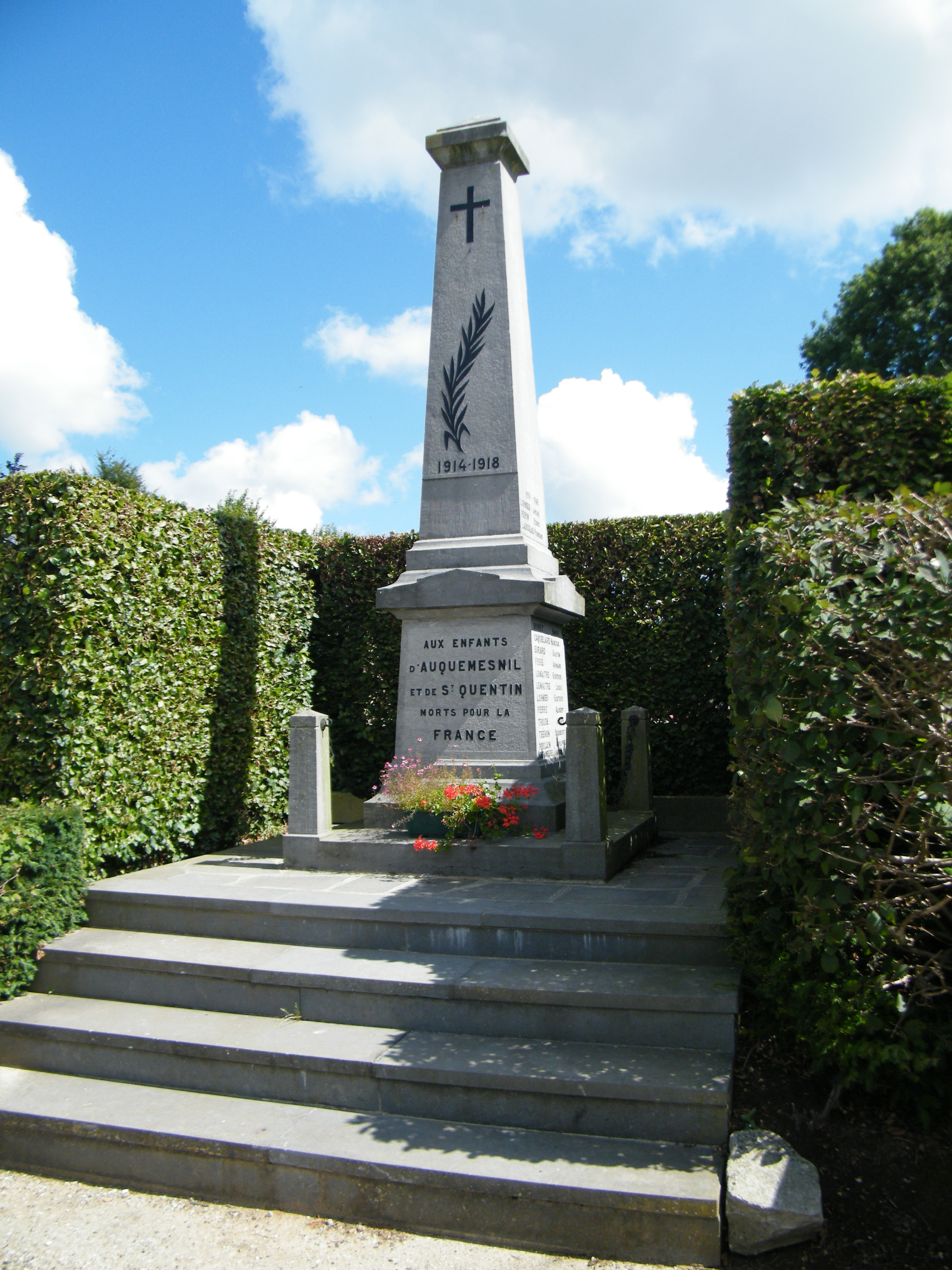
Monument aux morts.
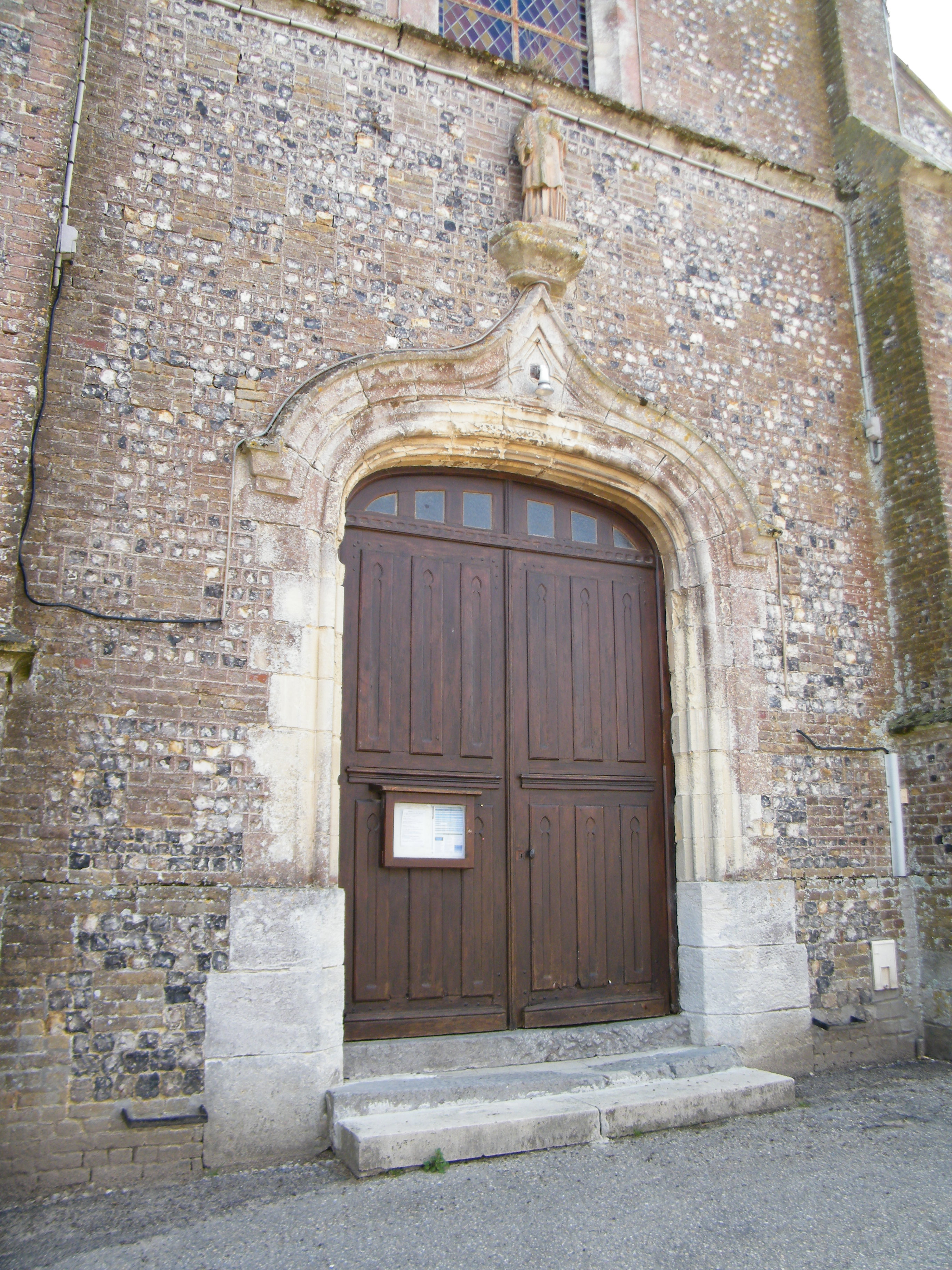
Portail de l'église.

### Héraldique
| Armes d'Auquemesnil | Les armes de la commune d'Auquemesnil se blasonnent ainsi : D'argent à la bande d'azur chargée de trois épis de blé d'or posés à plomb, accompagnée de deux chênes de sinople; à la bordure dentelée de gueules. |